# Akebi’s Sailor Uniform
Akebi's Sailor Uniform (яп. 明日ちゃんのセーラー服 Акэби-тян но сэ:ра:фуку) – японская манга, написанная и проиллюстрированная Хиро. С августа 2016 года публикуется на веб-сайте «Tonari no Young Jump» японской корпорацией Shueisha. Главы собраны в двенадцати томах-танкобонах. Адаптацией манги в формат аниме-сериала занялась студия CloverWorks, трансляция длилась с января по март 2022 года.

## Сюжет
Ещё в детстве Комити Акэби понравились матросские платья (такое же носит её любимая певица Мики Фукумото), а к моменту поступления в среднюю школу «Рубай» её мать Юва сшила дочери школьную форму в стиле матроски, в которой ходила в эту школу сама. Когда Комити в предвкушении приходит в этой матроске в школу, то обнаруживает, что форму учреждения давно заменили на блейзеры. Несмотря на это, директриса школы с радостью делает исключение и разрешает Комити носить матроску: она ведь всё равно форма Рубай, пусть и не актуальная. Так как в местной начальной школе Комити была единственной ученицей в классе, она решает подружиться со всеми одноклассницами в средней школе. История рассказывает о её школьной жизни, наполненной своими трудностями и радостями.

## Персонажи

### Класс 1-3
Комити Акэби (яп. 明日 小路 Акэби Комити), парта №1 — главная героиня, выпускница начальной школы «Футаба», которая недавно была принята в элитную женскую школу «Рубай». Увлекается певицей Мики Фукумото и матросской формой, из-за чего очень ждала начала учёбы в средней школе, ведь во времена учёбы там её матери девочки носили матроски, и мать сшила ей такую же. На линейке Комити замечает, что все кроме неё стоят в блейзерах: форма сменилась. Несмотря на недоразумение, директриса с радостью разрешает Комити носить матросскую форму, и Комити становится единственной ученицей в школе и классе, носящей форму оригинального дизайна. В школе она быстро становится популярной благодаря своему экстравертному характеру и вступает в школьный драматический кружок. Благодаря своему гибкому телу ей нравится выполнять гимнастические трюки.
Сэйю: Манацу Мураками
Токо Усагихара (яп. 兎原 透子 Усагихара То:ко), парта №2 — озорная девушка родом из Токио, училась в одной начальной школе с Тацумори, в школьном общежитии делит комнату с Кидзаки, с Комити подружилась в первый учебный день. Посещает софтбольную секцию, готовит и печёт одноклассницам сладости на кухне общежития, плохо учится.
Сэйю: Акари Кито
Минору Окума (яп. 大熊 実 О:кума Минору), парта №3 — любознательная девушка. Окума не любит общаться, предпочитая наблюдать за людьми издалека и делать заметки о них, в надежде, что они пригодятся ей в будущем. Если ей встречаются дикие животные и насекомые, делает заметки и о них. В аниме она делит комнату в общежитии с Тогэгути.
Сэйю: Кономи Кохара
Нэко Камимоку (яп. 神黙 根子 Камимоку Нэко), парта №4 — девушка, склонная много спать. Она соседка по комнате Усагихары и состоит в секции стрельбы из лука.
Сэйю: Мику Ито
Эрика Кидзаки (яп. 木崎 江利花 Кидзаки Эрика), парта №5 — девушка из Токио. Она первая, кого Комити встречает в первый день учёбы, быстро становится её лучшей подругой. Родом из богатой семьи, её родные живут в особняке. Когда она нервничает или волнуется, то стрижёт себе ногти, утверждая, что звук кусачек успокаивает её. Эрика освоила множество хобби, таких как игра на скрипке и фортепиано, а также верховая езда, но в конце концов вступила в кружок скалолазания.
Сэйю: Сора Амамия
Томоно Кодзё (яп. 古城 智乃 Кодзё: Томоно), парта №6 — застенчивая, тихая девушка в очках родом из префектуры Нагано. Любит читать, и поэтому вступает в литературный кружок.
Сэйю: Сион Вакаяма
Риона Сидзё (яп. 四条 璃生奈 Сидзё: Риона), парта №7 — стеснительная девушка, занимавшаяся теннисом.
Сэйю: Адзуса Тадокоро
Ай Тацумори (яп. 龍守 逢 Тацумори, Ай), парта №8 — старательная, серьёзная ученица, заместитель старосты класса. Ходит в кружок лёгкой атлетики.
Сэйю: Мария Исэ
Кэй Танигава (яп. 谷川 景 Танигава Кэй), парта №9 — староста класса. От неё исходит аура жёсткой, бескомпромиссной ученицы, поэтому она несколько непопулярна, но Акэби всё равно с ней подружилась. Член фотокружка, лучшая ученица в классе по академическим показателям.
Сэйю: Акира Сэкинэ
Аюми Тогэгути (яп. 峠口 鮎美 То:гэгути Аюми), парта №10 — девушка-одиночка и соседка Окумы по комнате. Собирает волосы в два хвоста. Страдает от сильного беспокойства, вплоть до приёма лекарств, Комити помогает ей его побороть. Член секции настольного тенниса.
Сэйю: Сиори Миками
Маи Тогано (яп. 戸鹿野 舞衣 Тогано Маи), парта №11 — высокая и грозная девушка, член баскетбольной секции.
Сэйю: Харука Сираиси
Ясуко Навасиро (яп. 苗代 靖子 Навасиро Ясуко) — парта №12 — дружелюбная и популярная девушка, член волейбольной секции.
Сэйю: Каэдэ Хондо
Рири Минаками (яп. 水上 りり Минаками Рири), парта №13 — загадочная девушка из региона Кансай, член плавательной секции.
Сэйю: Юи Исикава
Хотару Хираива (яп. 平岩 蛍 Хираива Хотару), парта №14 — милая и тихая девочка ростом с первоклассника, что делает её одной из самых невысоких учениц в классе.
Сэйю: Момо Асакура
Осидзу Хэбимори (яп. 蛇森 生静 Хэбимори Осидзу), парта №15 — девушка со склонностью к панк-року, соседка Тогано по комнате. Любит музыку, но почти не умеет читать ноты. Комити побудила её начать серьёзно учиться играть на гитаре.
Сэйю: Мицухо Камбэ
Хитоми Васио (яп. 鷲尾 瞳 Васио Хитоми), парта №16 — высокая, спокойная девушка, единственный интерес — волейбол. Позднее становится лучшей подругой Навасиро.
Сэйю: Сидзука Исигами

### Второстепенные персонажи
Юва Акэби (яп. 明日 ユワ Акэби Юва) — мать Комити и Као и жена Сато, выпускница женской школы «Рубай», хорошая швея. На старой фотографии Юва изображена с двумя подругами в старой матросской форме Академии Рубай, из-за чего Комити попросила мать сшить ей такую же.
Сэйю: Кана Ханадзава
Као Акэби (яп. 明日 花緒 Акэби Као) — младшая сестра Комити, ученица третьего класса начальной школы.
Сэйю: Мисаки Куно
Сато Акэби (яп. 明日 サト Акэби Сато) — отец Комити и Као и муж Ювы. Обычно он находится в командировках, домой приезжает редко.
Сэйю: Сатоси Миками
Мики Фукумото (яп. 福元 幹 Фукумото Мики) — айдол, которой восхищается Комити. Девочка захотела себе форму-матроску именно из-за наряда Мики в рекламе бутылированной воды.
Сэйю: Сюка Сайто

## История создания
Akebi's Sailor Uniform — первая работа Хиро, опубликованная Shueisha. Примерно за шесть месяцев до конца публикации его предыдущей работы Yumekuri с ним связалась редакция журнала Weekly Young Jump. Хиро понимал, что не сможет рисовать по главе в неделю, и поэтому не был заинтересован в сотрудничестве с Young Jump, однако он всё же встретился с ними и узнал, что они могут предложить и другие варианты, кроме еженедельной публикации.

## Медиа

### Манга
Манга Akebi's Sailor Uniform написана и проиллюстрирована Хиро. Главы начали публиковаться на веб-сайте «Tonari no Young Jump» 2 августа 2016 года. Первый том вышел 19 апреля 2017 года. По состоянию на 19 октября 2023 года выпущено двенадцать томов.

#### Тома
| №  | Дата публикации      | ISBN                   |
| -- | -------------------- | ---------------------- |
| 1  | 19 апреля 2017 года  | ISBN 978-4-08-890671-3 |
| 2  | 19 октября 2017 года | ISBN 978-4-08-890765-9 |
| 3  | 18 мая 2018 года     | ISBN 978-4-08-891016-1 |
| 4  | 19 ноября 2018 года  | ISBN 978-4-08-891115-1 |
| 5  | 17 мая 2019 года     | ISBN 978-4-08-891223-3 |
| 6  | 19 ноября 2019 года  | ISBN 978-4-08-891384-1 |
| 7  | 19 августа 2020 года | ISBN 978-4-08-891549-4 |
| 8  | 19 апреля 2021 года  | ISBN 978-4-08-891777-1 |
| 9  | 19 октября 2021 года | ISBN 978-4-08-892102-0 |
| 10 | 17 июня 2022 года    | ISBN 978-4-08-892275-1 |
| 11 | 17 марта 2023 года   | ISBN 978-4-08-892538-7 |
| 12 | 19 октября 2023 года | ISBN 978-4-08-892826-5 |
| 13 | 18 апреля 2024 года  | ISBN 978-4-08-893222-4 |
| 14 | 18 октября 2024 года | ISBN 978-4-08-893431-0 |

### Аниме
Адаптация манги в формат аниме-сериала была анонсирована 26 марта 2021 года студией CloverWorks. Режиссёром сериала выступила Миюки Куроки, а сценарии написан и курирование Рино Ямадзаки. Дизайн персонажей был разработан Мэгуми Коно. Кана Утаканэ написала музыку к сериалу. Сериал выходил в эфир с 9 января по 27 марта 2022 года на телеканале Tokyo MX и в других сетях. Коллектив из 16 сэйю, озвучивающих учениц класса Комити, названный Rōbai Gakuen Chūtōbu 1-nen 3-kumi (яп. 蠟梅学園中等部1年3組 Ро:бай гакуэн тю:то:бу ити нэн сан гуми, «Класс 1-3 средней ступени школы „Робай“»), исполнил вступительную песню «Hajimari no Setsuna» (яп. はじまりのセツナ Хадзимари но сэцуна, «Первое мгновение»), в то время как Манацу Мураками (от лица Комити Акэби) исполнила закрывающую песню «Baton», «Kaze ni Makasete» (яп. 風にまかせて Кадзэ ни макасэтэ, «Пусть ветер понесёт») в её же исполнении была использована в качестве закрывающей песни четвёртого эпизода. Песня «Cherry» (яп. チェリー Тери:, «Вишня») рок-группы Spitz была спета в исполнении Мицухо Камбэ (голос Осидзу Хэбимори) в седьмом эпизоде. Американская студия Funimation (ныне Crunchyroll, LLC) лицензировала сериал за пределами Азии. Тайваньский дистрибьютор Muse Communication лицензировал сериал в Юго-Восточной Азии.
27 января 2022 года Funimation анонсировала, что сериал получит английский дубляж, премьера которого состоялась 29 января.

#### Эпизоды
| №  | Название | Режиссёр                    | Автор сценария | Storyboarded by             | Дата премьеры        |
| -- | --- | --------------------------- | -------------- | --------------------------- | -------------------- |
| 1  | «The Sailor Uniform I Always Wanted («Матроска, о которой я мечтала»)» транслит..: «Акогарэ но сэ:ра:фуку» (ориг..: あこがれのセーラー服)                  | Миюки Куроки Харука Цудзуки | Рино Ямадзаки  | Миюки Куроки                | 9 января 2022 года   |
| 2  | «See You Tomorrow («До завтра»)» транслит..: «Мата асита» (ориг..: また明日)                                                                               | Макото Като                 | Рино Ямадзаки  | Макото Като                 | 16 января 2022 года  |
| 3  | «Have You Decided on a Club? («Ты уже выбрала клуб?»)» транслит..: «Букацу ва мо: кимэта?» (ориг..: 部活はもう決めた？)                                    | Такахиро Харада             | Рино Ямадзаки  | Сёко Накамура               | 23 января 2022 года  |
| 4  | «My Image? («Мой образ?»)» транслит..: «Ватаси но имэ:дзи?» (ориг..: 私のイメージ？)                                                                       | Харука Цудзуки              | Рино Ямадзаки  | Миюки Куроки                | 30 января 2022 года  |
| 5  | «I Want to Learn Lots («Хочу узнать тебя получше»)» транслит..: «Иппай сиритай на ттэ» (ориг..: いっぱい知りたいなって)                                    | Ёсихиса Мацумото            | Рино Ямадзаки  | Юки Ясэ                     | 6 февраля 2022 года  |
| 6  | «There's No School Tomorrow, Right? («Завтра ведь выходной, не так ли?»)» транслит..: «Асита, оясуми дзя най дэсу ка» (ориг..: 明日、お休みじゃないですか) | Такаюки Кикути              | Рино Ямадзаки  | Такаюки Кикути              | 13 февраля 2022 года |
| 7  | «Please Let Me Hear It («Сыграй мне, пожалуйста»)» транслит..: «Кикасэтэ-кудасай» (ориг..: 聴かせてください)                                               | Moaang                      | Рино Ямадзаки  | Moaang                      | 20 февраля 2022 года |
| 8  | «I Want to Win Next Time («Чтобы победить в следующий раз»)» транслит..: «Цуги ва катитай» (ориг..: 次は勝ちたい)                                          | Ёсукэ Ямамото               | Рино Ямадзаки  | Тацуюки Нагаи               | 27 февраля 2022 года |
| 9  | «Ready... Up! («Раз, два!»)» транслит..: «Сэ:но!» (ориг..: せ～のっ！)                                                                                     | Нодзому Камия               | Рино Ямадзаки  | Кодзи Масунари              | 6 марта 2022 года    |
| 10 | «Fight On! Fight On! («Вперёд! Вперёд!»)» транслит..: «Файто! Файто!» (ориг..: ファイト！ファイト！)                                                       | Харука Цудзуки              | Рино Ямадзаки  | Эри Ирэй                    | 13 марта 2022 года   |
| 11 | «Sharing This Time... With Everyone... («Раздели это чувство... Со всеми...»)» транслит..: «Онадзи дзикан... Минна то...» (ориг..: 同じ時間…みんなと…)     | Синъитиро Усидзима          | Рино Ямадзаки  | Такахиро Миура              | 20 марта 2022 года   |
| 12 | «I'm Not Alone («Я не одинока»)» транслит..: «Хитори дзя най н да» (ориг..: ひとりじゃないんだ)                                                            | Миюки Куроки Харука Цудзуки | Рино Ямадзаки  | Миюки Куроки Харука Цудзуки | 27 марта 2022 года   |

## Восприятие
На март 2023 года тираж манги составляет более одного миллиона экземпляров.

## Заметки
1. ↑  Премьера сериала на телеканале Tokyo MX 8 января 2022 года указана в 24:30, что фактически соответствует 12:30 ночи по JST 9 января.
2. ↑  Этот эпизод был показан в 12:32 ночи JST, на 2 минуты позже первоначального времени выхода в эфир.